# Justinian von Holzhausen
Justinian von Holzhausen (* Oktober 1502 in Frankfurt am Main; † 9. September 1553 ebenda) war ein Frankfurter Ratsherr, Diplomat, Feldherr und Humanist. Er hatte mehrfach das Amt des Jüngeren und des Älteren Bürgermeisters inne.

## Leben

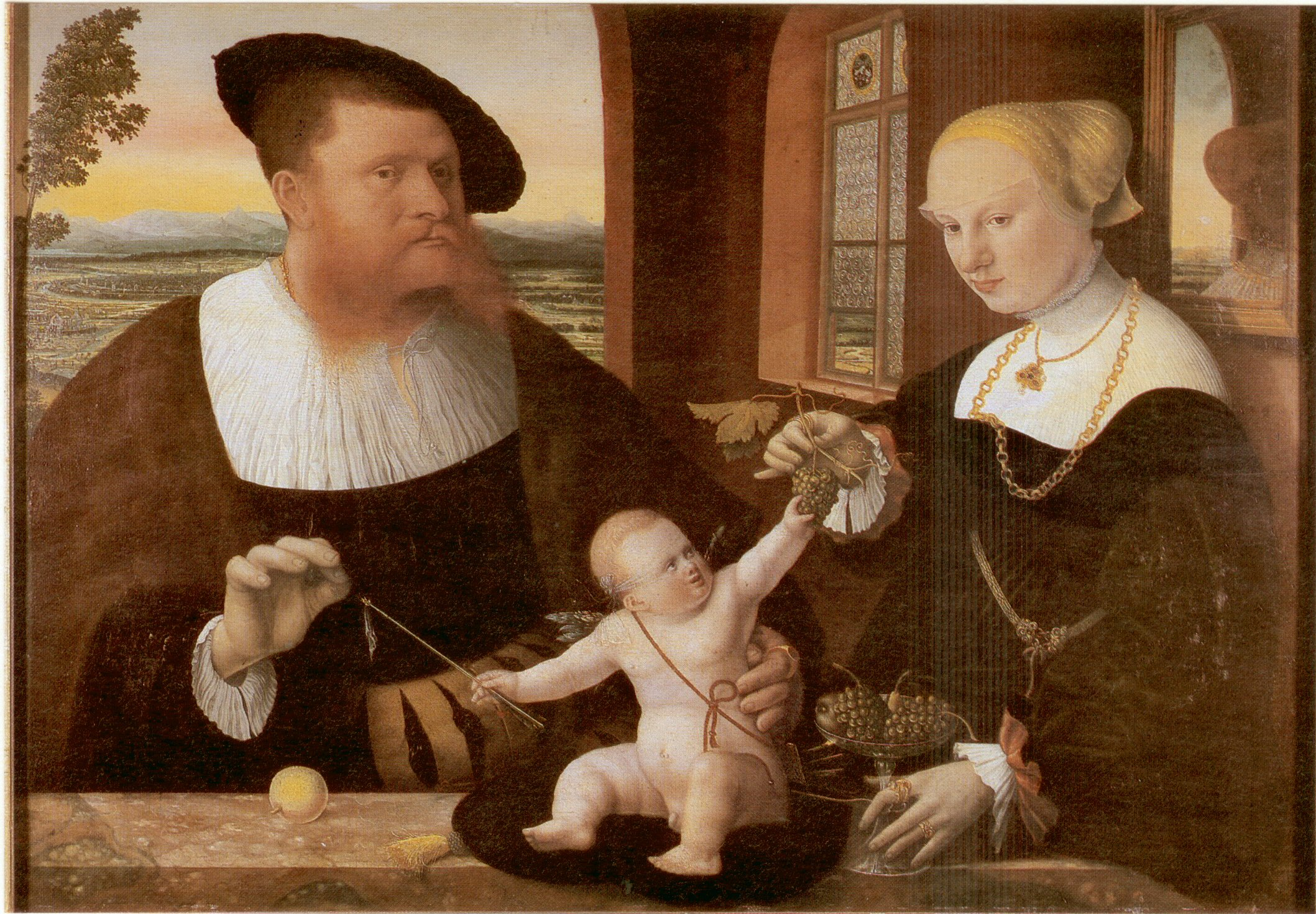
Justinian und Anna von Holzhausen

Justinian von Holzhausen wurde im Oktober 1502 als jüngster Sohn des Frankfurter Patriziers und Ratsherrn Hamman von Holzhausen geboren.  Seine Mutter war die Bürgerstochter Margarete Helle. Von den sieben Kindern überlebten außer Justinian nur die beiden älteren Schwestern Margaretha (* 1494) und Katharina (* 1495) das Kindesalter.
Seine Mutter starb, als er sechs Jahre alt war. Über seine Jugend ist nichts bekannt. Vermutlich wurde er, wie es in jener Zeit unter den Frankfurter Patrizierfamilien üblich war, von Hauslehrern erzogen. Wahrscheinlich besuchte er nicht mehr die von seinem Vater 1520 gegründete Städtische Lateinschule, hörte aber privatim die Vorlesungen des Rektors Wilhelm Nesen über Humaniora. Im April 1521 lernte er Martin Luther kennen, der auf der Reise zum Wormser Reichstag in Frankfurt Station machte.
Aufgrund der Eindrücke, die er von Nesen und Luther empfangen hatte, bezog er zusammen mit seinem Jugendfreund Johann von Glauburg von 1524 bis 1526 die Universität Wittenberg.
1528 heiratete er die Patriziertochter Anna Fürstenberger (1510–1573), eine Tochter des  Älteren Bürgermeisters Philipp Fürstenberger, der mit seinem Vater befreundet war. Justinian und Anna gehörten zu den ersten Patriziern, die offen ein Bekenntnis zur Reformation ablegten. Anna war 1527 Patin bei der ersten lutherischen Taufe in Frankfurt am Main gewesen. Das Ehepaar hatte elf Kinder, von denen neun die Kindheit überlebten und sechs eigene Familien gründeten. Die sechs Söhne trugen alle klassisch-antike Namen: Trajan, Justinian, Achilles, Johann Hector, Hieronymus Augustus und Julius.
Justinian besaß eine für die damalige Zeit ungewöhnlich große Bibliothek. Zu dem Freundeskreis von Humanisten, den er auf seinem Landgut, der Holzhausen-Oede im heutigen Frankfurter Holzhausenpark, versammelte, zählten neben anderen Patriziern wie Johann von Glauburg, Daniel zum Jungen und Georg Weiß von Limpurg auch der Jurist Johann Fichard, Philipp Melanchthon, der 1539 in Frankfurt weilte, und Jakob Micyllus.

## Werk

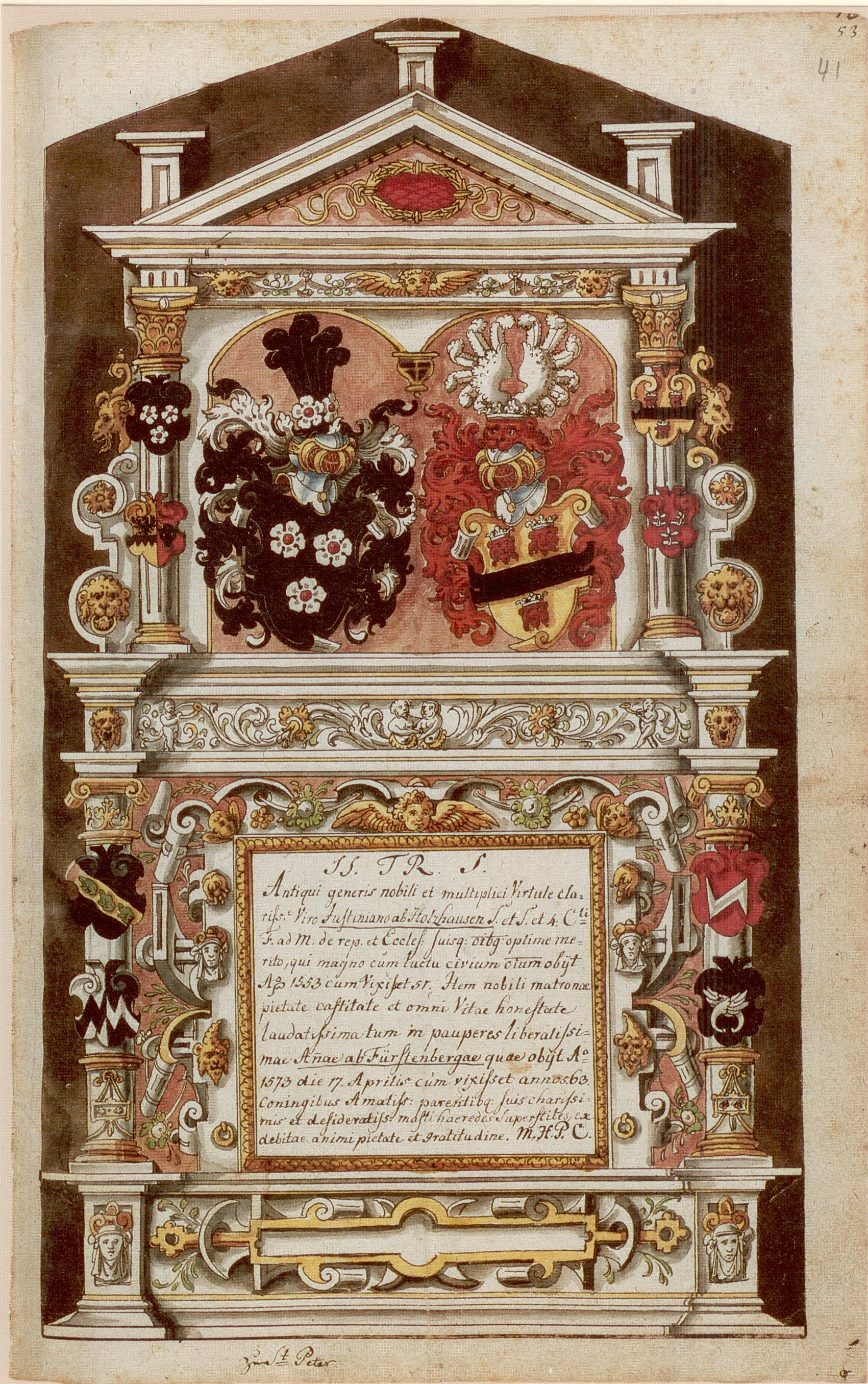
Epitaph Justinians und Annas von Holzhausens

Justinians politische Laufbahn führte ihn bis in die höchsten städtischen Ämter. 1529 wurde er Ratsherr als Mitglied der Patriziergesellschaft Alten Limpurg, der mächtigsten Bank im Frankfurter Rat. 1534 wurde er jüngerer Bürgermeister, 1537, nach dem Tod seines Vaters, Schöffe. Das Amt des Älteren Bürgermeisters hatte er 1538, 1543 und 1549 inne.
Bedeutender als die nach innen gerichteten Ämter waren jedoch seine Funktionen als Diplomat. Er vertrat die Stadt als Gesandter auf den Reichstagen zu Speyer (1531 und 1542), Worms (1535) und Nürnberg (1542). 1537 unterzeichnete er als Vertreter der „Freien- und Reichsstadt Frankfurt am Main“ auf dem Schmalkaldischen Bundestag die Schmalkaldischen Artikel, womit sich Frankfurt der Confessio Augustana anschloss.
1546 wurde Frankfurt im Schmalkaldischen Krieg durch ein kaiserliches Heer unter General Graf Maximilian von Büren bedroht. Der Rat erkannte, dass die Stadt nicht militärisch gegen den Kaiser zu verteidigen war und verlegte sich auf die Diplomatie. Justinian und Johann von Glauburg wurden als Emissäre ins kaiserliche Feldlager bei Groß-Gerau entsandt, um über die Kapitulation der Stadt zu verhandeln. Indem die lutherische Stadt Frankfurt am 29. Dezember 1546 den Truppen des katholischen Kaisers Karl V. ihre Tore öffnete, sicherte sie ihre kaiserlichen Privilegien, die Grundlage für den Wohlstand und die politische Bedeutung der Stadt bildeten. Dafür opferte sie auch ihre lutherische Bundestreue.
Während des Winters 1546/47 hatte die Stadt eine kaiserliche Besatzung von 5000 Mann zu beherbergen und gleichzeitig mit enormen Kontributionszahlungen den Kaiser von ihrer tätigen Reue zu überzeugen. Die Hoffnung auf einen Sieg der lutherischen Fürsten schwand spätestens nach der Schlacht bei Mühlberg am 24. April 1547.
In der Zeit nach Karls Sieg, besonders nach dem Augsburger Interim (1548), war es erneut dem diplomatischen Geschick Justinians zu verdanken, dass die Stadt nicht in konfessionellem Hader versank. Gegen den Widerstand der lutherischen Geistlichkeit, vor allem Hartmann Beyers, setzte Justinian den Vollzug des Interims durch. Die drei Stiftskirchen St. Bartholomäus, Liebfrauen und St. Leonhard, wurden den Katholiken zurückgegeben, ebenso wie das Dominikanerkloster und das Karmeliterkloster. Justinian verwarnte die Geistlichen, dem Interim entsprechend zu predigen und drohte ihnen Konsequenzen an, falls sie sich weigern sollten.
Die Kaisertreue, verbunden mit ihrer finanziellen Großzügigkeit, bewirkte, dass sich die Stadt keinen weiteren kaiserlichen Repressalien unterwerfen musste. Vielmehr begegnete der Kaiser dem lutherischen Patrizier mit Respekt, indem er ihm 1550 einen kaiserlichen Schutz- und Wappenbrief ausstellen ließ.
1552 bestand Justinian seine ernsteste Bewährungsprobe, als zum diplomatischen auch noch sein militärisches Geschick erprobt wurde. Die protestantischen Fürsten unter der Führung Moritz’ von Sachsens hatten sich im Fürstenaufstand gegen den Kaiser erhoben und belagerten im Juli drei Wochen lang die lutherische Stadt Frankfurt, die von katholischen Truppen unter Führung des Obersten Konrad von Hanstein verteidigt wurde. Erst der Passauer Vertrag vom 29. Juli 1552 beendete die Belagerung.
Es war die größte militärische und diplomatische Leistung der Frankfurter Geschichte. Die Stadt hatte ihr lutherisches Bekenntnis und zugleich ihre Privilegien als Messeplatz und als Wahl- und Krönungsort der Römischen Kaiser erfolgreich verteidigt. Ab 1562 wurden fast alle Kaiser in Frankfurt nicht nur gewählt, wie schon vorher üblich, sondern auch feierlich gekrönt.
Justinian starb am 9. September 1553 mit 51 Jahren. Wie schon sein Vater Hamman wurde er in der Familiengrabstätte in der Peterskirche beigesetzt. Sein Epitaph ist seit dem Abbruch der alten Peterskirche 1894 verschollen, es existiert jedoch ein Abbild aus dem 17. Jahrhundert im Epitaphienbuch der Familie Holzhausen, das sich im Institut für Stadtgeschichte befindet.
Die Erinnerung an die Adelsfamilie Holzhausen und vor allem an Justinian und seinen Vater Hamman wird in Frankfurt bis heute vielfältig gepflegt:
- Das Holzhausenviertel im Stadtteil Nordend ist eine der bevorzugten Wohngegenden der Stadt.
- Im Holzhausenviertel liegen der Holzhausenpark sowie die Hamman-, die Justinian- und die Holzhausenstraße.
- Die Holzhausenschule ist eine Grundschule an der Eschersheimer Landstraße im Stadtteil Westend.